# Emil Jidskog
Emil Jidskog, född 31 december 1990 i Tranås, är en svensk före detta professionell ishockeymålvakt.